# Chengguan
Chéngguǎn (en xinès 城管) abreviació en pinyin d'Oficina de l'Administració d'Afers Urbans (en xinès simplificat 城市管理行政执法局, en xinès tradicional 城市管理行政執法局 i en pinyin: Chéngshì Guǎnlǐ Xíngzhèng Zhífǎ Jú). Coneguda en anglès com a “City Urban Administrative and Law Enforcement Bureau “ i en francès “Bureau de l'administration d'affaires urbaines”. La seva creació data del 1997 i es troba en més de 656 ciutats. És una agència del govern local que es troba en cada ciutat de la República Popular de la Xina, els ajuntament a la Xina s'encarreguen de la policia administrativa (assegurar l'ordre, la seguretat ciutadana, la salut pública… Els agents es coneixen amb el nom de “chengguan” i formen una força parapolicial.
Els “chengguan” han estat objecte de moltes crítiques, ja que encara que la seva missió consisteix a fer complir les reglamentacions administratives (sempre que no actuïn en casos de caràcter penal) i sancionar amb multes als infractors, no tenen la facultat de detenir (i menys agredir a persones que hagin incomplert una reglamentació)
L'estructura administrativa conta de dues oficines i sis departaments i és la següent: Oficina administrativa (Departament de la gestió global, Departament de la gestió d'urbanisme, Departament de la gestió d'aplicació de les ordenances municipals, Departament jurídic, Departament d'informació i Departament de la gestió d'imatge) i l'Oficina de supervisió.